# Скандийтриалюминий
Скандийтриалюминий — бинарное неорганическое соединение, интерметаллид
алюминия и скандия
с формулой Al3Sc,
кристаллы.

## Получение
- Нагревание стехиометрических количеств чистых веществ:

{\displaystyle {\mathsf {3Al+Sc\ {\xrightarrow {1320^{o}C}}\ Al_{3}Sc}}}

## Физические свойства
Скандийтриалюминий образует кристаллы
кубической сингонии, пространственная группа P m3m, параметры ячейки a = 0,4103 нм, Z = 1,
структура типа тримедьзолота AuCu3
.
Соединение инконгруэнтно плавится при температуре 1320°С.